# فوفيليه
الفوفيليه (مَلْحَاءَ) (بالفرنسية: faux-filet)‏، يتم قطعها من لحم الوسط للبقر (بيت الكلاوي) يفضل طهيها مشوية.
وبيت الكلاوي يعتبر الجزء الأكثر عطاءاً للحم والأغلى سعراً وهو الجزء الأكثر استخداما والأكثر شعبية. ويؤخذ منها قطع الفيليه والأنتركوت والستيك (في لحوم البقر). وهي مثالية للشوي والقلي والتحمير ولا تتطلب الكثير من الوقت في الطبخ. ولا تتطلب الكثير من التتبيل لأن بها الكثير من النكهة.
الوسط: هذا الجزء متداخل تحت العمود الفقري. وتؤخذ منه قطع الفيليه عادة.
الوسط العلوي: هذا الجزء أقرب إلى الضلوع، ويعتبر أمتداداً لها.
الوسط السفلي (الورك): وهو الجزء القريب من الفخذة وتؤخذ منه معظم قطع الستيك والأنتركوت.